# مسجد الواد
مسجد الواد أو جامع الواد هُو مسجد يقع في المدينة العتيقة لمدينة فاس. بُني المسجد في وقت ما ما بين أواخر القرن الثامن عشر وأوائل القرن التاسع عشر، مكان مدرسة إسلامية يرجع تاريخُ بنائها إلى سنة 1323 بأمر من السلطان المريني أبو سعيد عثمان بن يعقوب.